# Xã Big Stone, Quận Big Stone, Minnesota
Xã Big Stone (tiếng Anh: Big Stone Township) là một xã thuộc quận Big Stone, tiểu bang Minnesota, Hoa Kỳ. Năm 2010, dân số của xã này là 275 người.